# روبر آرنو
روبر آرنو (فرانسوی: Robert Arnoux‎; ۲۳ اکتبر ۱۸۹۹ – ۱۳ مارس ۱۹۶۴) بازیگر اهل فرانسه بود.
از فیلم‌ها یا برنامه‌های تلویزیونی که وی در آن نقش داشته‌است می‌توان به مانینا، دختر بیکینی‌پوش، ناپلئون و اورینت اکسپرس اشاره کرد.